# Alphagel

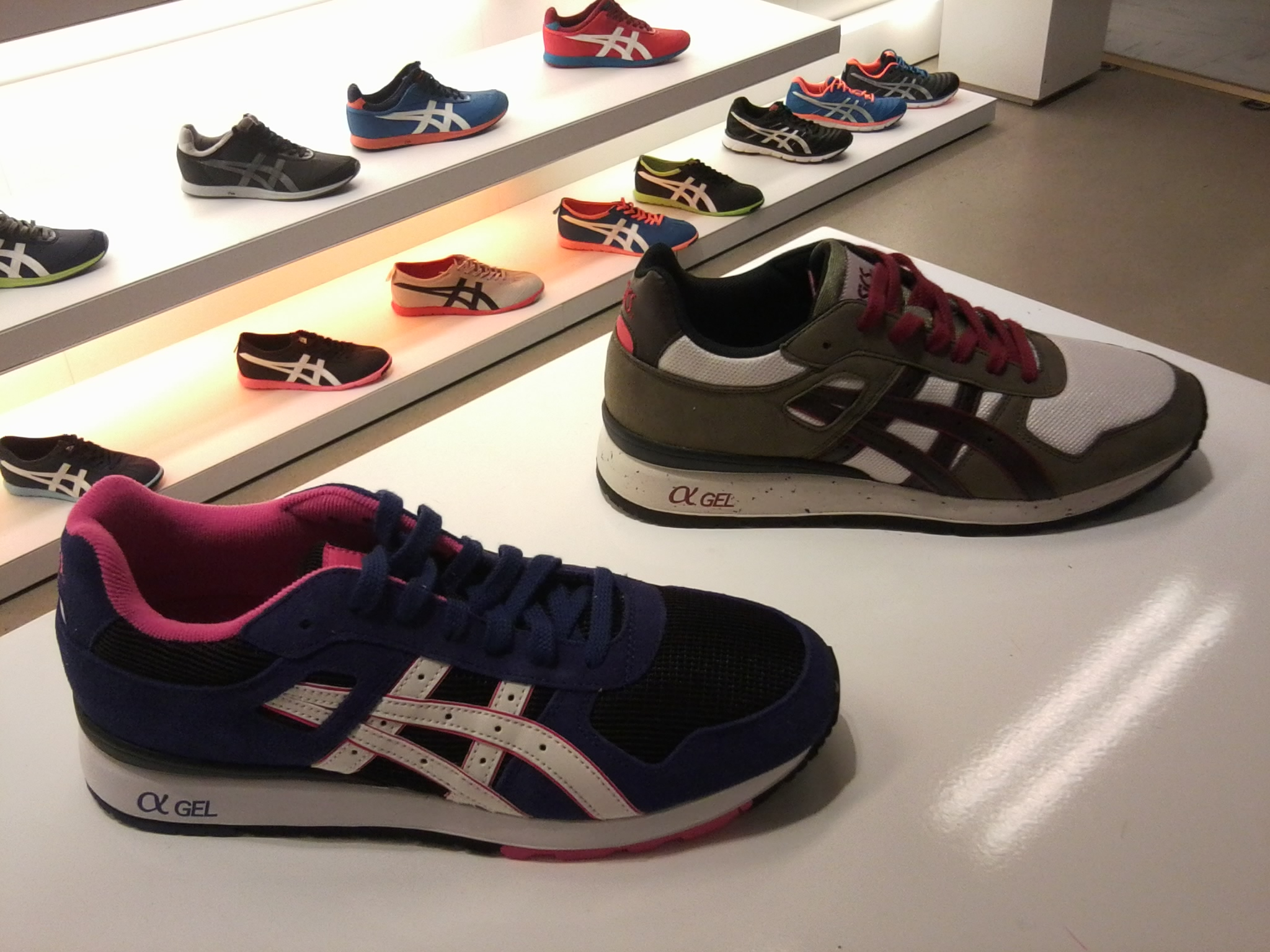
Asics α GEL

L'Alphagel (αゲル en Japonais) est une invention de haute technologie japonaise, il est aussi une marque de fabrique de nom : « αGEL ». C'est un matériau en gel et en silicone capable d'absorber les chocs. On a expérimenté par un lâcher d'un œuf sur une hauteur maximale de 3 mètres et l'œuf lâché atterrit sur une plaque carrée de 300 mm2 d’Alphagel sans se casser.[réf. nécessaire]
Au départ, les chercheurs japonais ont mis au point l'Alphagel, une classe numérotée de gel par « α » (lettre grecque alpha), un matériau absorbeur de chocs recherché et destiné pour les tremblements de terre.
L'évolution de la fabrication et l'expérimentation sur le gel « α » ont abouti à l'élaboration du gel « β » (bêta), qui s'avère sept fois plus efficace, c'est le Betagel.
Pour beaucoup[réf. nécessaire], l'Alphagel est un échec scientifique, mais il a amené à la conception du Betagel.

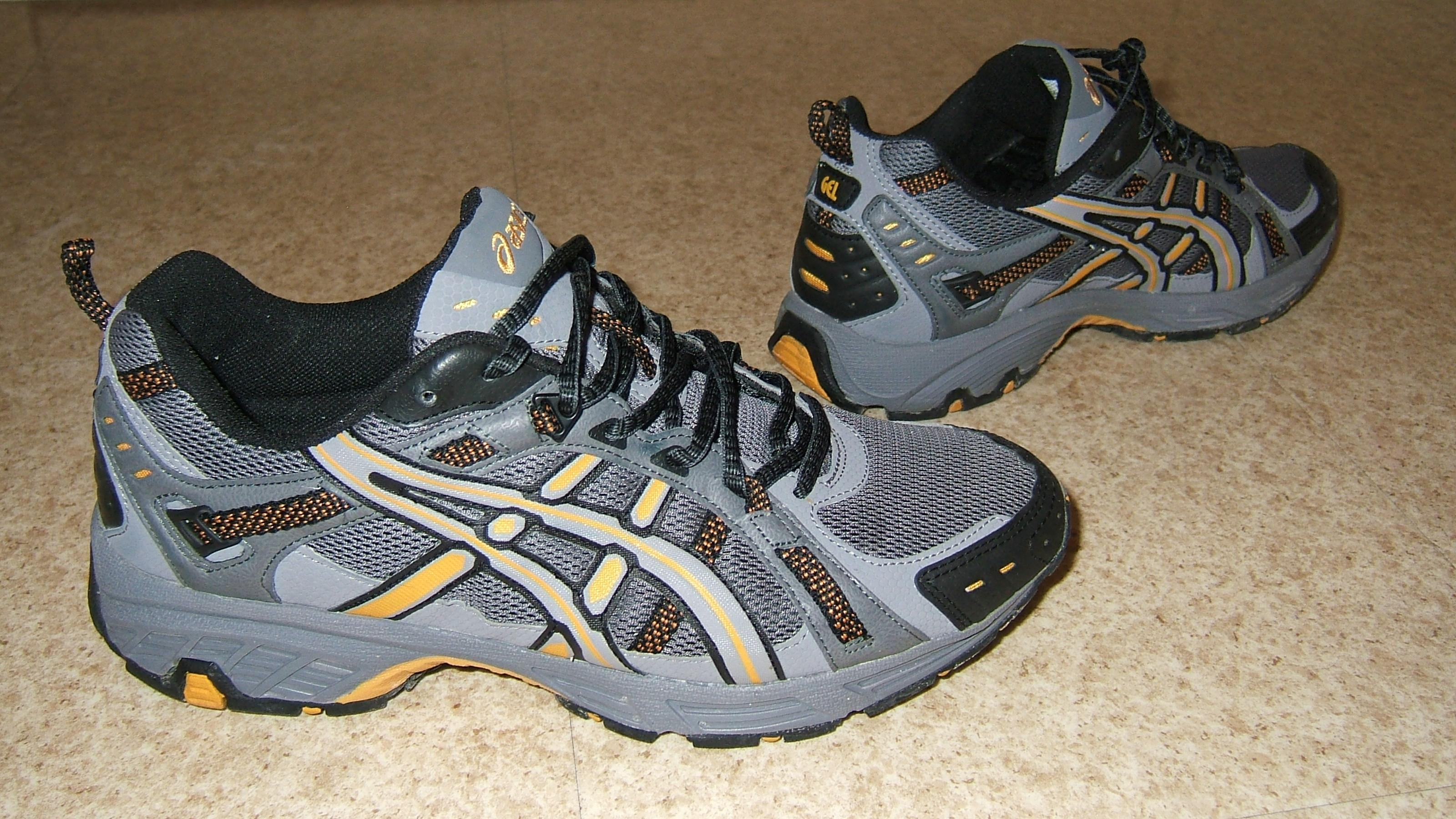
La paire de chaussures de marque Asics avec semelle simple de matière Alphagel